# AnimeClick.it
AnimeClick.it è un portale web italiano dedicato ad anime e manga che fornisce quotidianamente notizie e un ampio database di schede dedicate a titoli animati e cartacei. Il sito, definito in varie occasioni il più importante del settore in Italia, tratta anche curiosità sulla cultura giapponese, occupandosi inoltre del mercato videoludico e del fansub in italiano.

## Storia
AnimeClick.it è un sito amatoriale nato alla fine del 1998 come costola del portale locale VeronaClick, che ha pubblicato la sua prima notizia il 4 ottobre 1999.
Il 31 maggio 2011 la redazione di AnimeClick.it si riunisce nell'associazione culturale no-profit Associazione NewType Media. Lo stesso giorno il fondatore Andrea Sartori affida la gestione del sito all'associazione. Nell'autunno dello stesso anno vengono coinvolti da Dynit nella scelta dei doppiatori principali di Puella Magi Madoka Magica, attraverso un sondaggio tra gli utenti. Successivamente, il sito ha ampliato la sua offerta, dando maggiore spazio alle produzioni live-action, al j-pop e al k-pop, al fenomeno del fansub italiano.
Nell'ottobre 2011 AnimeClick.it sbarca su Android Market con un'applicazione che propone alcune funzioni del sito. A partire dal 2011 il sito comincia ad avere un proprio stand ufficiale o collaborazioni ufficiali con diverse fiere italiane dedicate al mondo del fumetto e dell'animazione, quali Lucca Comics & Games, Napoli Comicon, Cartoomics, Etna Comics, Romics, Far East Film Festival di Udine, diventando anche Media Partner ufficiale di alcune di esse.
Nel 2015 il sito si trasforma in un network grazie all'apertura nel gennaio del 2015 del sito 'costola' SerialClick.it (dedicato al settore televisivo, verrà poi chiuso nel 2019) e nel giugno dello stesso anno di GamerClick.it (dedicato al settore videoludico giapponese).
Nel 2018 durante la fiera di Lucca Comics & Games avviene la prima edizione degli AnimeClick Awards. Nel 2021, è uno degli Streaming Media Partner ufficiali dell'edizione di Lucca Comics & Games di quell'anno.
Il 24 ottobre del 2023 esce, edito dalla Rizzoli, il libro La super guida manga a cura di Alessandro Falciatore, direttore editoriale del sito. 